# Borgo San Giacomo
Borgo San Giacomo est une commune italienne de la province de Brescia, dans la région Lombardie.

## Administration
| Période                                  | Période   | Identité      | Étiquette     | Qualité |
| ---------------------------------------- | --------- | ------------- | ------------- | ------- |
| 26 mai 2014                              | au bureau | Giuseppe Lama | Liste civique | Maire   |
| Les données manquantes sont à compléter. |           |               |               |         |

### Hameaux
Acqualunga, Padernello, Farfengo, Motella

### Communes limitrophes
Azzanello, Castelvisconti, Orzinuovi, Quinzano d'Oglio, San Paolo, Verolanuova, Verolavecchia, Villachiara